# Schneidlingen
Schneidlingen ist ein Dorf und Ortsteil der Stadt Hecklingen im Bundesland Sachsen-Anhalt mit etwa 1300 Einwohnern. Es liegt an der B 180, rund 25 Kilometer südlich von Magdeburg.
Seit dem 1. März 2004 gehört der Ortsteil gemeinsam mit Groß Börnecke und Cochstedt zur Stadt Hecklingen im Salzlandkreis. Der aktuelle Ortsbürgermeister ist Martin Zimmermann.

## Geografie
Zum Ortsteil Schneidlingen gehören neben dem Dorf Schneidlingen die Wohnplätze Grützmühle und Strohmühle.

## Geschichte
Der Ortsname Schneidlingen ist vermutlich in der Zeit um oder kurz nach 600 entstanden. Schneidlingens Ersterwähnung datiert aus dem 12. Jahrhundert. Allerdings bezieht sich diese nicht auf den Ort Schneidlingen, sondern auf das Herrengeschlecht desselben. Zwischen 1126 und 1134 treten die Edelherren „von Snedlinge“ zum ersten Mal urkundlich auf. Der Sachsenspiegel zählt diese im Mittelalter bekannte Ritterfamilie zum Dynastengeschlecht. Im 13. Jahrhundert gehörte der Ort zur anhaltinischen Grafschaft Aschersleben. Anfang des 14. Jahrhunderts tritt Schneidlingen bei der Fehde des Bischofs Albrecht von Halberstadt mit den Anhaltinern um die Grafschaft von Aschersleben endgültig in das Licht der Geschichte. Nachdem in der nächsten Zeit einige Adlige als Vasallen des Bischofs im Ort die Herrschaft ausgeübt hatten, gelangte er 1490 in die Verwaltung des Halberstädter Domkapitels, wo er bis 1811 verblieb. Nach der Auflösung des Domkapitels 1811, wurde in Schneidlingen eine stattliche Domäne eingerichtet. Weiterhin beeinflusste in diesem Jahrhundert die, mit dem Bergbau einhergehende Industrialisierung, die Entwicklung des Ortes. Aus dieser Zeit stammt die sich im Nordwesten erstreckende Bergarbeitersiedlung. Die Industrialisierung fand ihren Ausdruck im Ort speziell durch den Bau einer Anschlussbahn und die Anbindung an das Eisenbahnnetz. Doch trotz der einsetzenden Industrialisierung und der damit unterschiedlichen Entwicklungsrichtungen hat der Ort bis heute hauptsächlich seinen landwirtschaftlichen Charakter beibehalten. Der älteste Bereich Schneidlingens, mit der im Mittelalter gewachsenen Struktur, prägt nach wie vor das Erscheinungsbild und Profil des Ortes.
Am 1. November 1928 wurde der Gutsbezirk Schneidlingen mit der Landgemeinde Schneidlingen vereinigt.

## Politik

### Amtmänner und Bürgermeister von Schneidlingen

#### Amtmänner
- 1589: Michel Heine
- ab 1604: Peter Gunter
- ab 1605: Balthasar Bernds/Behrens
- ab 1617: Hieronymus Werner
- ab 1619: Balthasar Berndes
- ab 1635: Georg Jahn
- um 1640: Otto von Lochow
- ab 1659: Johann Schrader
- ab 1666: Sebastian Wernecke
- um 1669: Georg Degen
- ab 1691: Alexander Scharwentzel
- um 1700: Christoph Ludwig Rust
- vor 1734: ... Schröter
- um 1745: Johan Julius Ferdinand Kirchhoff
- ab 1774: ?
- um 1785: ... Michaelis
- um 1795 Johann Müller

#### Bürgermeister
- um 1838: Friedrich Dannenberg
- um 1920: Gustav Vogel
- um 1935: (Bitar) Schmidt ?
- ab 1933: Walter Heine
- ab 1941/42: ???
- ca. 1950: Wilhelm Kühne
- ab 1961: Otto Klockmann
- um 1970: Werner Lier
- vor 1985: Erich Röder
- ab 1985: Margitta Harke
- ab 1990: Karl Walter Schmidt
- ab 1994: Ingrid Engelmann (FDP)
- seit 2019: Martin Zimmermann

### Wappen
| | Blasonierung: „Gespalten von Silber und Rot mit zwei gesenkten Senseneisen in verwechselten Farben.“ |
| Wappenbegründung: Die Farben des Ortes sind Rot - Weiß (Silber). In Anlehnung an den Ortsnamen sowie die früher betriebene Feldwirtschaft zeigt das Wappen zwei Sensenblätter und ist ein redendes Wappen. Der gespaltene Schild bezieht sich auf die frühere Zugehörigkeit zum Bistum Halberstadt. Das Wappen wurde von dem Heraldiker Jörg Mantzsch aus Magdeburg gestaltet und 1995 durch das Regierungspräsidium Magdeburg genehmigt. | |

## Sehenswürdigkeiten

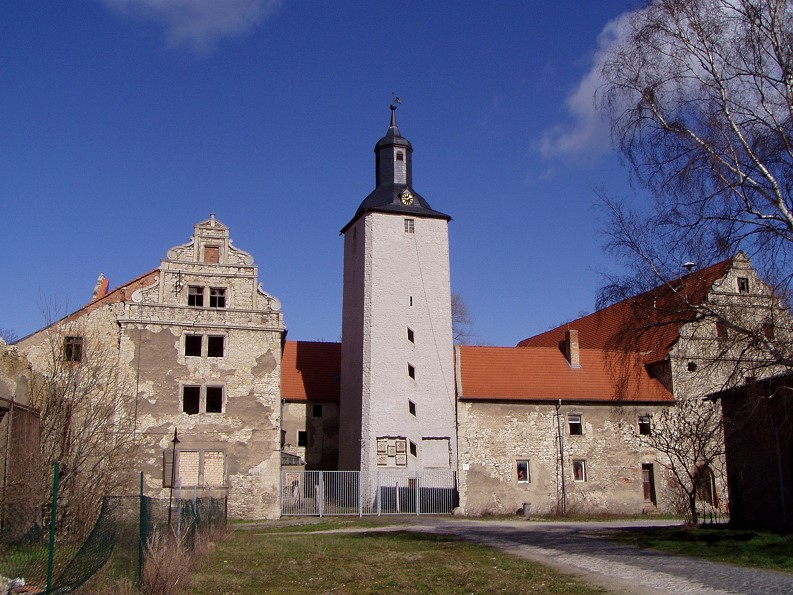
Südansicht der Burg Schneidlingen

### Denkmäler
- Burg Schneidlingen, aus dem späten 16. bis frühen 17. Jahrhundert
- Sankt-Sixti-Kirche
- Kriegerdenkmal nördlich der Kirche

## Persönlichkeiten
In Schneidlingen wurden geboren:
- Johann von Uthmann (1824–1897), Generalmajor
- Ludwig Hosch (1859–1930), Theologe
- Frank Emmelmann (* 1961), ehemaliger Leichtathlet

## Verkehr
Schneidlingen liegt an der Bahnstrecke Staßfurt–Blumenberg, die allerdings nicht regelmäßig befahren wird und heutzutage nur noch bis Egeln befahren werden kann. Die Bahnstrecke Aschersleben–Nienhagen ist stillgelegt.